# وادي مذاب

وادي مذاب: يعد وادي مذاب أحد وديان محافظة الجوف ويعتبر من أكبر وديان اليمن الستة وعبره تمر مياه السيول القادمة من جبال محافظة صعدة (جبال اسحر من الواغره يمتد جنوبا إلى جبال بلاد ال عمار العقلة وجبال بلاد آل سالم) ومن محافظة عمران(جبال العمشية بلاد سفيان)ومن محافظة الجوف (جبال رهنه وجبال برط) ويصب في منطقة السيل مديرية الحزم الجوف ومن دون رعد أو مطر يتفاجئون أبناء محافظة الجوف بقدوم السيول ومن مسافات بعيده وتتناثر القرى على جانبي الوادي الغربي والشرقي.

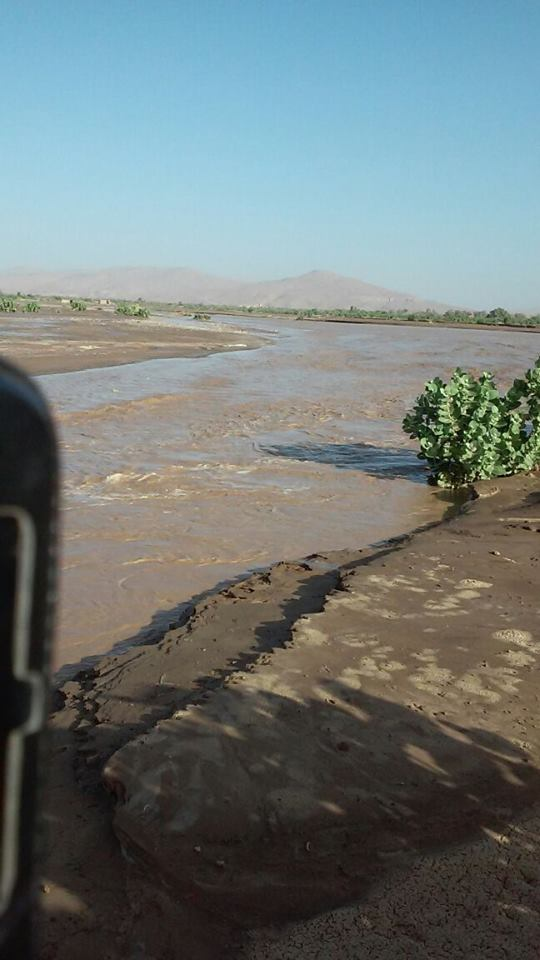
وادي مذاب

التسمية: سمي الوادي باسم وادي مذاب نسبة إلى عزلة وادي مذاب (صعدة) التي يمر منها سيول الوادي وهي إحدى عزل مديرية الصفراء في محافظة صعدة اليمنية.
اللوحة الجمالية للوادي: وأنت تواصل السير وتسابق الخطى نحو الوادي تحملك رياح المحبة ويداعبك النسيم العليل وتسبقك الأشواق الجياشة للتمتع بالنظر إلى هذا الوادي الجميل، لتبدأ الإبحار في اطراف وادي مذاب الذي يستقبلك فاتحاً ذراعيه يزف لك عمق الابتسامة ويهديك البشاشة المنبعثة من أعماق الخضراء لتظفر بنفحة من سحر الجمال وأنت تتمشى بين أحضان الوادي، ستشاهد أشجاراً كبيرة تخبرك عن عمرها الطويل فهناك أشجار يصل عمرها ما بين 100-150سنة ترتبط بالوادي في عناق أبدي تشهده الأجيال المتعاقبة.
ولعل هذه الخصائص وغيرها الكثيرة هي التي تلقي من بعيد خلالها السحر والهيبة على هذا الوادي المثمر بالأصالة والجمال.
المناخ : مناخ الوادي معتدل صيفا وبارد شتاء في المناطق الجبلية، وفي المناطق الصحراوية يسود المناخ الحار صيفا.
النشاط الزراعي : وزراعات وادي مذاب أشهرها الحبوب بجميع أنواعها والذرة، وتعتبر الزراعة في وادي مذاب مزدهرة.وكذلك يشتهر برعي الغنم الضأن والماعز.
السدود : خلال فصل الصيف والخريف تتدفق السيول على الوادي التي يصل ارتفاع المياه فيها إلى ثلاثة أمتار كحد أقصى ومع ذلك فإن هذه المياه تستمر في التدفق حتى في فصل الشتاء غير أنها تكون قليلة.
والغريب في ذلك أن مياه وادي مذاب تقوم بشق طريقها نحو صحراءالجوف دون استثمارها والاستفادة منها بالشكل المناسب، والمنطقة بأكملها تفتقر للسدود والحواجز المائية وما زالت الأراضي التي تمر منها السيول تعاني من السيول الجارفة للوادي والتي في كثير من الأحيان تقوم بجرف عدد من الأراضي الزراعية في ظل غياب مشاريع الحكومة لبناء سدود للوادي. ويمكن استغلال هذه المياه التي تهطل خلال موسم الصيف والخريف عبر إنشاء السدود والحواجز المائية بدلاً من إهمال هذه الثروة وغض الطرف عنها فالمياه تستمر في التدفق على الوادي، ومع ذلك لا يتم إستغلالها بالشكل الصحيح.
وقد نزل في هذا الوادي واستقر به الكثير من الاسر الكريمة والوجيهة كما نزل به الكثير من الاشراف والسادة كما كان أحد الواصلين إلى هذا الوادي الأمير حسن بن حسين الدهشاء الذي نزل فيه منذوا حوالي300 سنه من الآن.